# パトリック・ドイル
パトリック・ドイル（Patrick Doyle、1953年4月6日 - ）は、スコットランド、サウス・ラナークシャー出身の作曲家。映画音楽の作曲家として知られ、他に劇音楽、放送音楽なども手がけている。とりわけケネス・ブラナー監督・主演による映画が有名であるが、ブラナーとは双方にとっての映画第1作『ヘンリー五世』（1989年）以前から、ルネッサンス・シアター・カンパニーで共に仕事をしていた。

## 略歴
1974年にグラスゴーにある王立スコットランド音楽演劇アカデミーを卒業、ラジオ、テレビ、映画など幅広い分野で音楽を手がけるようになる。1987年にはルネッサンス・シアター・カンパニーの音楽監督に就任し、ケネス・ブラナー主演の『十二夜』などの音楽を手がけた。その後もジュディ・デンチやデレク・ジャコビ演出の舞台などにかかわった。
1995年の『いつか晴れた日に』と『ハムレット』でアカデミー賞にノミネートされた。
またイギリス王室からの依頼で、2023年にチャールズ三世の戴冠式のための戴冠式行進曲を作曲した。

## 主なフィルモグラフィ
- 『ヘンリー五世』 - Henry V （1989年） ※兼出演
- 『愛と死の間で』 - Dead Again （1991年）
- 『インドシナ』 - Indochine （1992年）
- 『カリートの道』 - Carlito's Way （1993年）
- 『から騒ぎ』 - Much Ado About Nothing （1993年）
- 『フランケンシュタイン』 - Mary Shelley's Frankenstein （1994年）
- 『リトル・プリンセス』 - A Little Princess （1995年）
- 『いつか晴れた日に』 - Sense and Sensibility （1995年）
- 『ハムレット』 - Hamlet （1996年）
- 『フェイク』 - Donnie Brasco （1997年）
- 『大いなる遺産』 - Great Expectations （1998年）
- 『恋の骨折り損』 - Love's Labour's Lost （2000年）
- 『シャンプー台のむこうに』 - Blow Dry （2001年）
- 『ブリジット・ジョーンズの日記』 - Bridget Jones' Diary （2001年）
- 『キリング・ミー・ソフトリー』 - Killing Me Softly （2002年）
- 『ゴスフォード・パーク』 - Gosford Park （2002年）
- 『カレンダー・ガールズ』 - Calendar Girls （2003年）
- 『ウォルター少年と、夏の休日』 - Secondhand Lions （2003年）
- 『ハリー・ポッターと炎のゴブレット』 - Harry Potter and the Goblet of Fire （2005年）
- 『ナニー・マクフィーの魔法のステッキ』 - Nanny McPhee （2005年）
- 『お気に召すまま』 - As You Like It （2006年）
- 『エラゴン 遺志を継ぐ者』 - Eragon （2006年）
- 『スルース』 - Sleuth （2007年）
- 『幸せの1ページ』 - Nim's Island （2008年）
- 『マイティ・ソー』 - Thor （2011年）
- 『猿の惑星: 創世記』 - Rise of the Planet of the Apes （2011年）
- 『メリダとおそろしの森』 - Brave （2012年） ※兼声の出演
- 『エージェント:ライアン』 - Jack Ryan: Shadow Recruit （2014年）
- 『シンデレラ』 - Cinderella （2015年）
- 『絵文字の国のジーン』 - The Emoji Movie  (2017年)
- 『オリエント急行殺人事件』 - Murder on the Orient Express  (2017年)
- 『シェイクスピアの庭』 - All Is True (2018年)
- 『ナイル殺人事件』 - Death on the Nile  (2022年)
- 『戴冠式行進曲』 - Coronation March (2023年)

出演のみ
- 『世にも憂鬱なハムレットたち』 - A Midwinter's Tale （1995年）